# Poznaj swój kraj
Poznaj swój kraj – polski miesięcznik krajoznawczo-turystyczny, stawiający sobie za cel promocję różnych regionów Polski, odkrywanie nieznanych atrakcyjnych zakątków oraz popularyzację turystyki kwalifikowanej. Redakcja oraz wydawca czasopisma byli inicjatorami utworzenia w 1997 Klubu Zdobywców Korony Gór Polski, w 2000 r. Polskiej Izby Turystyki Młodzieżowej, natomiast w 2009 Klubu Znawców Polskich Pomników Historii.

## Historia czasopisma
Czasopismo powstało w 1958 z inicjatywy ówczesnego Ministerstwa Oświaty, z przeznaczeniem dla szkolnych kół krajoznawczo-turystycznych. Pierwszym redaktorem naczelnym, aż do swej śmierci w 1973, był Marian Sobański. Od 1995 wydawane było przez warszawską Oficynę Wydawniczą AMOS. Od października 2012 (numer 10/2012) wydawanie czasopisma przejęła Spółka z o.o. „Poznaj Swój Kraj”, pozostawiając prawa do wszystkich poprzednich numerów Oficynie Wydawniczej AMOS.
Powstałe w połowie 2006 stowarzyszenie, które za zgodą ówczesnego wydawcy nosiło nazwę „Poznaj swój kraj”, w 2013 zmieniło nazwę na Stowarzyszenie Miłośników Ojczystego Kraju, pozostawiając niezmienione cele i formy działania. Klub Zdobywców Korony Gór Polski oraz Klub Znawców Polskich Pomników Historii pozostały przy Oficynie Wydawniczej AMOS i rozpoczęły wydawanie gazety klubowej „Wciąż Wędrujemy” (która jednak przestała istnieć po 3 latach).